# Octogesima Adveniens
Octogesima Adveniens é nome de uma Carta Apostólica datada de 14 de maio de 1971, escrita pelo Papa Paulo VI, é comemorativa dos 80 anos da Encíclica Rerum Novarum, trata sobretudo do compromisso sócio-político dos cristãos. Analisa as várias ideologias: as correntes socialistas (31), a marxista (32-34) e a liberal (35), que exigem um discernimento cristão (36). Aborda o renascimento das utopias com as suas virtualidades e os seus riscos (37). É um dos documentos básicos da Doutrina Social da Igreja.

Brasão de armas do Papa Paulo VI

Esta Carta Apostólica publicada por ocasião do 80.ª aniversário da encíclica Rerum Novarum, de Leão XIII, trata de ampliar o sentido da Doutrina Social da Igreja. Foi dirigida ao cardeal Maurício Roy, então presidente do Conselho dos Leigos e da Pontifícia Comissão "Justiça e Paz".
Depois de uma extensa introdução o Papa Paulo VI aponta a intenção da carta de continuar e ampliar os ensinamentos em matéria de doutrina social apresentados por seus antecessores após a "Rerum Novarum". Reconhece a sensibilidade cada vez maior em busca de uma maior justiça, não só no meio das comunidades cristãs, mas também no mundo inteiro. Considera que a principal causa dos problemas sociais é a desigualdade.
Recorda o Papa que as situações das diversas comunidades católicas são tão diversas que não se podem dar linhas concretas de ação, mas que se há de discernir em cada lugar o que é melhor e atuar e pôr em prática as exigências evangélicas em cada contexto e ante cada problemática. Propõe iluminar os diversos problemas sociais que por sua complexidade e amplitude são especialmente preocupantes.
Paulo VI reconhece que o crescimento e o progresso em diversos campos é causa de uma crescente aspiração à igualdade e à participação mais ativa. Isto fica patente na redação de novos códigos de direitos humanos e nos acordos internacionais que se têm pactuado. No entanto afirma também que ainda falta muito para que as leis estejam adequadas às necessidades daquela época.
A sociedade política, segundo o Papa, tende cada vez mais para modelos democráticos, mas há de estar baseada em um projeto relacionado com a vocação humana e suas expressões na mesma sociedade sem impor nenhuma ideologia. Recorda que os católicos não podem aderir a ideologias opostas aos princípios do Evangelho, como o marxismo e o  liberalismo ateu. Detém-se em examinar a evolução das ideologias, em especial do socialismo, do marxismo e da que chama de "ideologia liberal".
As ciências humanas, o Papa as apresenta no mesmo nível das idelogias, às quais faz uma forte crítica, pois afirma que submetem a exame os conhecimentos que se tem sobre o homem, mas tanto os seus métodos como seus pressupostos não lhes permitem dar as respostas globais que pretendem oferecer. Conclui esta parte da carta mencionando a ambiguidade do progresso material.

## Esquema
A Carta está subdividida em tópicos dispostos da seguinte forma:
Introdução
- Apelo universal por mais justiça
- A mensagem específica da Igreja
- Amplidão das mudanças atuais

I. NOVOS PROBLEMAS SOCIAIS
- A urbanização
- Os cristãos na cidade
- Os jovens
- O lugar da mulher
- Os trabalhadores
- As vítimas das mudanças
- As discriminações
- Direito à emigração
- Criar postos de trabalho
- Os meios de comunicação social
- O meio ambiente

II. ASPIRAÇÕES FUNDAMENTAIS E CORRENTES DE IDÉIAS
- Vantagens e limitações dos reconhecimentos jurídicos
- A sociedade política
- Ideologias e liberdade humana
- Os movimentos históricos
- A atração das correntes socialistas
- Evolução histórica do marxismo
- A ideologia liberal
- O discernimento cristão
- O renascer das utopias
- A interrogação das ciências sobre o homem
- A ambigüidade do progresso

III. OS CRISTÃOS PERANTE ESTES NOVOS PROBLEMAS
- Dinamismo da doutrina social da Igreja
- Para uma maior justiça
- Mudança de estruturas
- Significado cristão da ação política
- Compartilha das responsabilidades

IV. APELO À AÇÃO
- Necessidade de se comprometer na ação
- Pluralismo das opções